# De aankondiging (Caravaggio)
De aankondiging (Frans: L'Annonciation) is een schilderij van Caravaggio dat hij tussen 1608 en 1610 maakte. Het werk maakt sinds 1793 deel uit van de collectie van het Museum voor Schone Kunsten in Nancy.

## Herkomst
Caravaggio schilderde dit werk in de laatste fase van zijn leven, toen hij op Malta, Sicilië en voor de tweede keer in Napels verbleef. Hertog Hendrik II van Lotharingen schonk het aan de kathedraal van Nancy waar het voor 1618 terecht kwam. Mogelijk bestelde de hertog het zelf bij Caravaggio om het hoofdaltaar van de kerk te sieren. Zijn zoon Charles bevond zich in 1608 samen met de schilder op Malta, toen beiden lid probeerden te worden van de Maltezer orde. De opdracht zou echter ook door kardinaal Ferdinando Gonzaga gegeven kunnen zijn. Zijn zus Margherita trouwde in 1606 met hertog Hendrik II en het paar zou het schilderij van Ferdinando gekregen kunnen hebben. De kardinaal was een beschermheer van Caravaggio en onderhandelde over de pauselijke gratie die de schilder in staat zou stellen om terug te keren naar Rome. Uit deze stad was Caravaggio in 1606 gevlucht nadat hij tijdens een vechtpartij een man had gedood. 
Nadat alle kerkelijke bezittingen aan de staat vervielen, werd het schilderij in 1793 in beslag werd genomen en toegewezen aan het museum. Toen was niet meer bekend wie de maker was. Het werd onder andere toegeschreven aan Reni en Guercino. Pas in 1948 ontdekte François Pariset dat Caravaggio de maker was. In het begin van de negentiende eeuw werd het schilderij overgebracht op een nieuw doek. Hierbij is het ernstig beschadigd geraakt. 

## Voorstelling
Bovenop een wolk strekt de aartsengel Gabriël, gewikkeld in een wit laken, zijn rechterarm uit boven Maria. Hij heeft rood haar en donkere vleugels. De witte lelies in zijn linkerhand zijn een symbool voor de maagdelijkheid van Maria. Zij zit geknield gekleed in een zware, blauwe mantel. Op haar hoofd, dat in profiel geschilderd is, draagt ze een gele hoofddoek. Op de achtergrond zijn een stoel en een onopgemaakte bed te zien, deels aan het oog onttrokken door een gordijn. Naast Maria staat een mand waar een doek overheen ligt. Door de slechte staat van het schilderij is dit detail niet meer goed zichtbaar.
Hoewel de engel dicht bij Maria vliegt, kijkt ze niet omhoog en houdt haar handen bescheiden voor de borst. Ze lijkt zich verzoend te hebben met het bijzondere bericht dat Gabriël haar brengt. In het bijbelboek Lukas, waar de aankondiging (van de geboorte van Jezus) beschreven staat, zegt Maria op het einde van zijn bezoek tegen de engel: "laat er met mij gebeuren wat u hebt gezegd".
Sinds de veertiende eeuw zijn er veel schilderijen van de aankondiging gemaakt waarin vaak een vergelijkbare compositie te zien is met een engel die voor Maria knielt en haar verrast terwijl ze aan het lezen is. Het schilderij van Caravaggio valt op door zijn verticale weergave, waarbij de engel een hoge positie in de lucht inneemt, boven de knielende Maria.